# دايدالوس
دايدالوس (باليونانية: Δαίδαλος) و(باللاتينية: Daedalus) معماري ونحات أسطوري يوناني.

## أعماله
ويظهر في الأساطير الأولى حيث أنه بنى متاهة لمينوس ملك كريت ليحبس فيها الوحش مينوتور.
وكان قبلها قد صنع بقرة من خشب لزوجته باسيفاي وكذلك صنع رجلا من النحاس لكي يرد الأرغونوت، لكن مينوس بدأ يستاء منه فأمر بحبسه في متاهته فصنع أجنحة له ولابنه إيكاروس وهربوا إلى صقلية. لكن إيكاروس طار قريبا من الشمس رغم تحذيرات أبيه فذابت أجنحة الشمع وسقط في البحر ومات.
هذه الحكايات تتبع تاريخ كريت وأتت الإضافات الأثينية لاحقا. ومن هذه الإضافات صلته مع بيت إيريخثيوس الملكي. وفي الإلياذة ذكر أنه بنى قاعة رقص لأريادني ابنة مينوس والتي اكتشفها السير آرثر إيفانز في قصر الملك في كنوسوس، وقال ديودورس أنه نفذ العديد من الأعمال في صقلية لصالح الملك كوكالوس وهناك العديد من التماثيل الخشبية في العديد من المدن اليونانية التي يحكى أنه بناها. حيث كانوا ينسبون البنايات والتماثيل لأفراد أسطوريين أو مجهولين بعد أن ضاع اسم الصاحب الأصلي ولا يوجد على التمثال نقش يعرف اسم صاحبه.

## رأي النقاد
رأى النقاد اللاحقون، انطلاقا من مفاهيمهم الخاصة عن المسار الطبيعي للتنمية في الفن، أن ديدالوس تنسب له تحسينات في النحت مثل فصل أرجل التماثيل وفتح أعينها، وفي الواقع فإن اسم دايدالوس هو رمز يمثل مرحلة من تاريخ الفن اليوناني الحديث عندما كان الخشب هو المادة الأساسية وأضيفت مواد أخرى من اجل التنويع.

## دايدالوس آخر
لا يجب خلط دايدالوس مع دايدالوس السيكيوني وهو نحات من بدايات القرن الرابع قبل الميلاد ولم تنجو أي من أعماله إلى وقتنا الحاضر.

## معرض صور

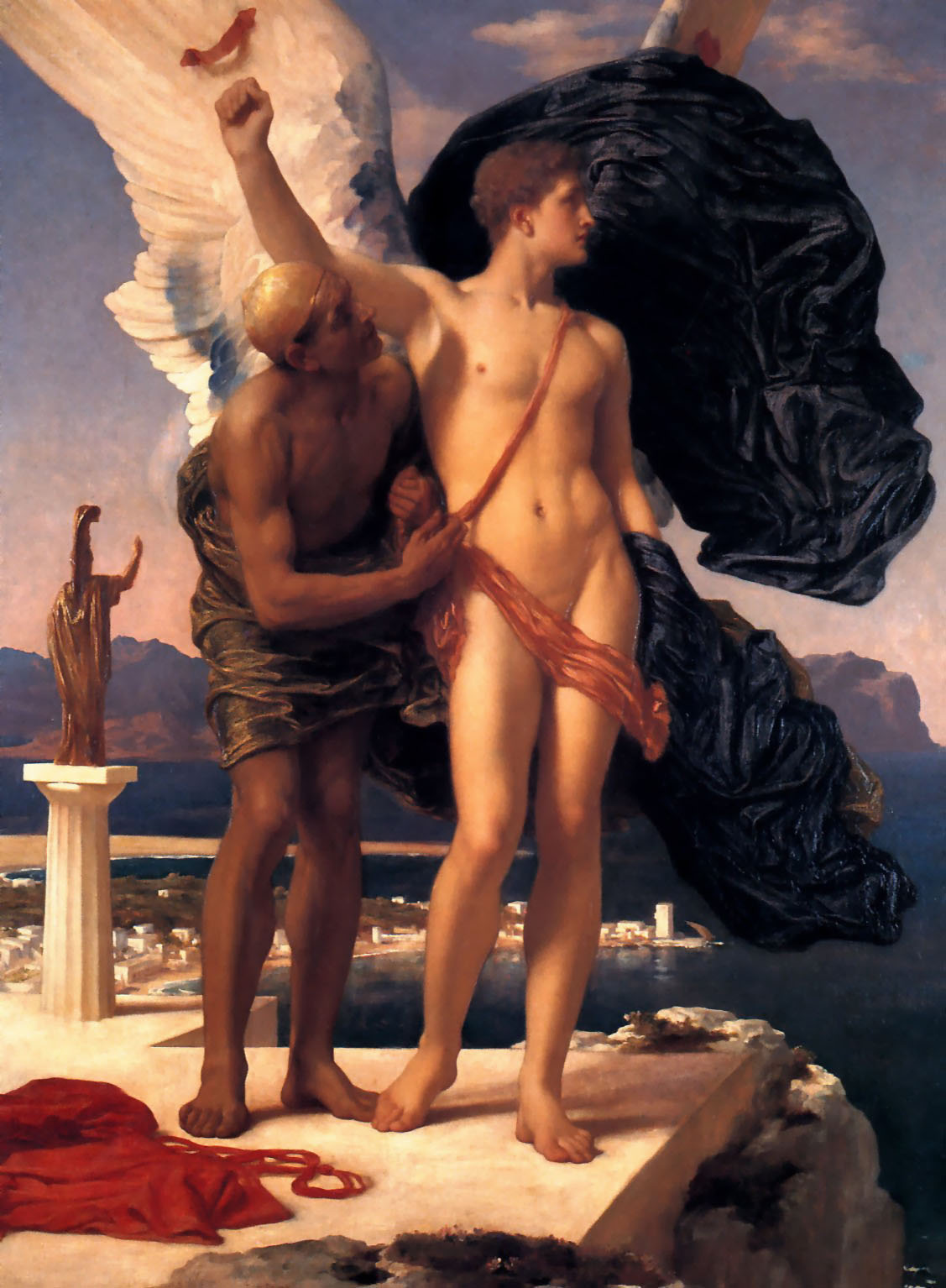
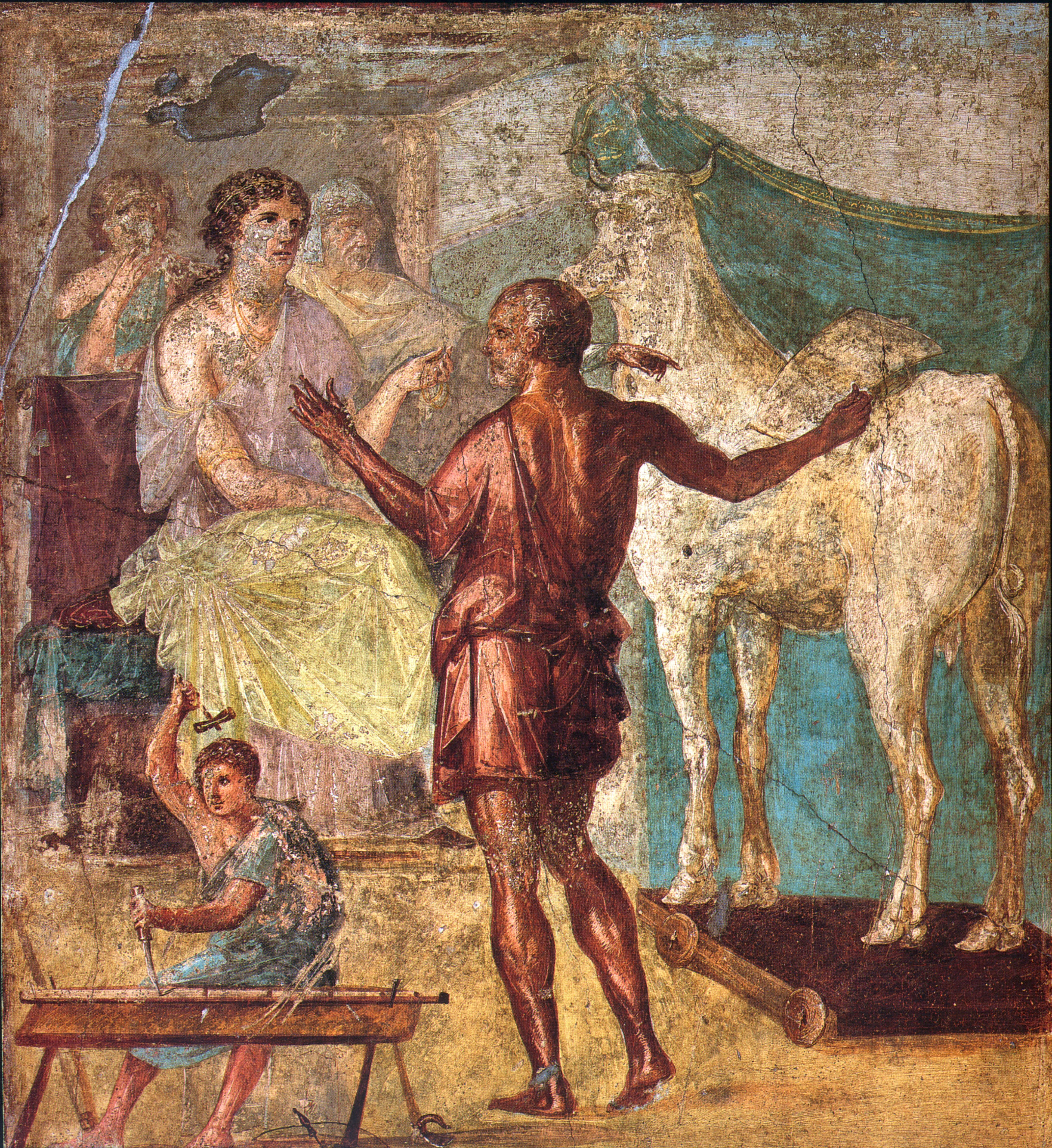
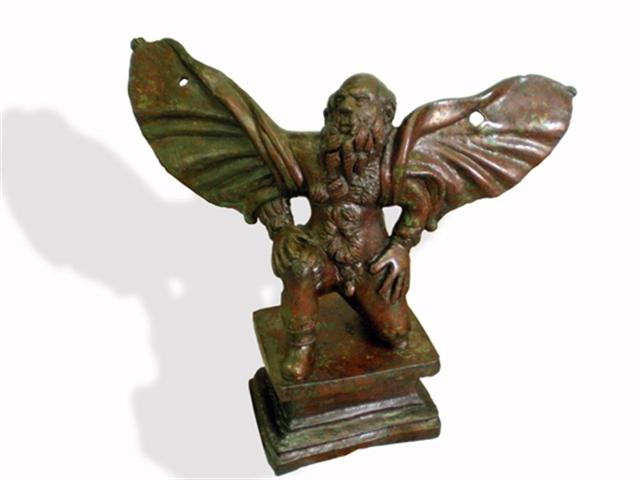
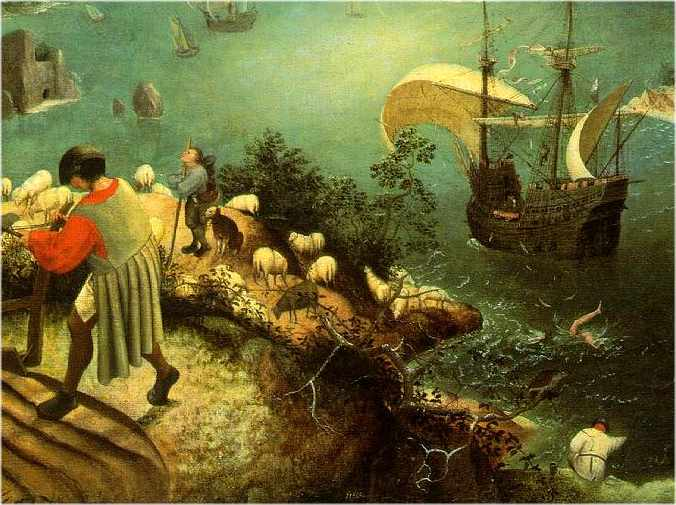
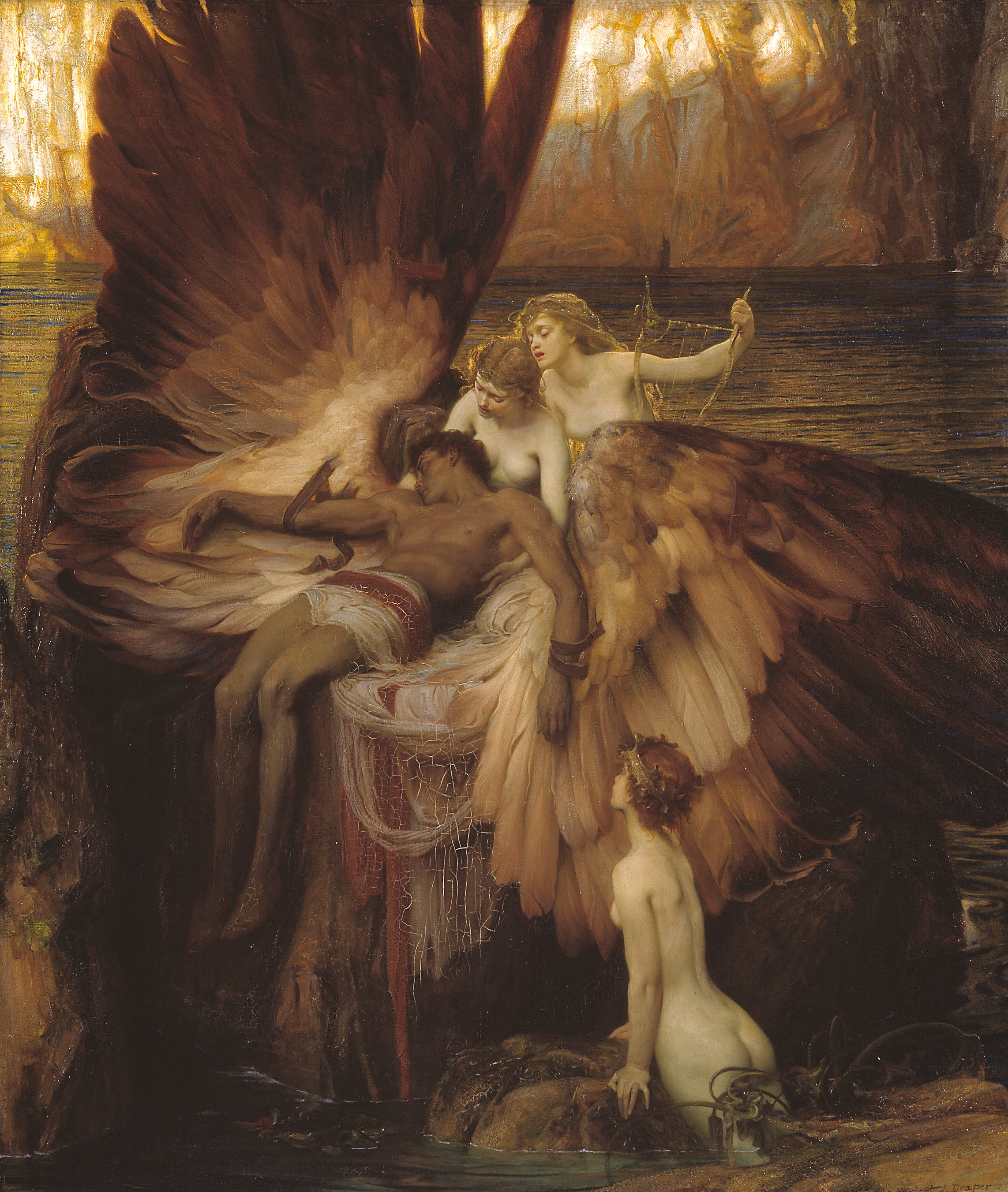
رثاء إيكاروس لوحة بريشة الرسام الأنكليزي هربرت جيمس درابر تصور إيكاروس أبن دايدالوس بعد أن خالف وصية أباه وأقترب من الشمس موجودة في متحف تيت في لندن ، المملكة المتحدة.